# Show Me the Way (Styx)
Show Me the Way is een single van de band Styx. Show Me the Way is de als tweede uitgebrachte single van het album Edge of the Century.
Show Me the Way werd geschreven door Dennis DeYoung, oorspronkelijk geschreven voor zijn zoon, Matthew. Het gaat over de strijd tussen de geloven in een wereld die hierdoor "met haat en oorlog wordt gevuld". Veel radio-dj's mengden Show Me the Way met stemmen van ouders verplicht om in de oorlog mee te strijden.
Show Me the Way verscheen in december 1990. Eind december en begin januari 1991 stond Show Me the Way in de Billboard Hot 100.
Dit was de vierde en laatste single van Styx die de top 5 wist te bereiken. In Nederland kwam de single niet in de lijsten.

## Hitlijst
| Jaar | Lijst             | Positie |
| ---- | ----------------- | ------- |
| 1990 | Billboard Hot 100 | 3       |
| 1991 | Billboard Hot 100 | 3       |